# Wikielec (gromada)
Wikielec (od 1 I 1960 Iława) – dawna gromada, czyli najmniejsza jednostka podziału terytorialnego Polskiej Rzeczypospolitej Ludowej w latach 1954–1972.
Gromady, z gromadzkimi radami narodowymi (GRN) jako organami władzy najniższego stopnia na wsi, funkcjonowały od reformy reorganizującej administrację wiejską przeprowadzonej jesienią 1954 do momentu ich zniesienia z dniem 1 stycznia 1973, tym samym wypierając organizację gminną w latach 1954–1972.
Gromadę Wikielec z siedzibą GRN w Wikielcu utworzono – jako jedną z 8759 gromad na obszarze Polski – w powiecie suskim w woj. olsztyńskim na mocy uchwały nr 26 WRN w Olsztynie z dnia 4 października 1954. W skład jednostki weszły obszary dotychczasowych gromad Karaś, Radomek, Stradomno, Wikielec i Nejdyki ze zniesionej gminy Iława-wieś w tymże powiecie. Dla gromady ustalono 14 członków gromadzkiej rady narodowej.
1 stycznia 1959 powiat suski przemianowano na powiat iławski.
1 stycznia 1960 do gromady Wikielec włączono wieś Nowa Wieś z gromady Rudzienice w tymże powiecie, po czym gromadę Wikielec zniesiono przez przeniesienie siedziby GRN z Wikielca do miasta Iławy i zmianę nazwy jednostki na gromada Iława.